# William Hay (17e comte d'Erroll)
William Hay, 17e comte d'Erroll (12 mars 1772 - 26 janvier 1819), appelé Lord Hay jusqu'en 1778, est un pair écossais. 

## Biographie
Il est le fils de James Hay (15e comte d'Erroll) et de sa deuxième épouse, Isabella Carr. Il se marie trois fois.
En 1792 avec Jane Bell (décédée en 1793)
- Dulcibella Hay (1793-1885)

Il épouse Alicia Eliot (décédée en 1812) en 1796, qui est la belle-sœur de Thomas Stapleton, 6e baronnet (également 16e baron Le Despencer), ils ont sept enfants.
- James Hay, Lord Hay (en) (1797-1815; tué à la Bataille des Quatre Bras)
- Alicia Hay (1798-1799)
- Isabella Hay (1800-1868)
- William Hay (18e comte d'Erroll) (1801-1846)
- Harriet Jemima Hay (1803-1837), mariée en 1822 à Daniel Gurney (1791-1880)
- Caroline Hay (1805-1877)
- Samuel Hay (1807-1847)
- Emma Hay (1809-1841)

En 1816, il se remarie avec Harriet Somerville (décédée en 1864)
- Somerville Hay (1817-1853)
- Fanny Hay (1818-1853)
- Margaret Hay (1819-1891)